# Harriet Jacobs

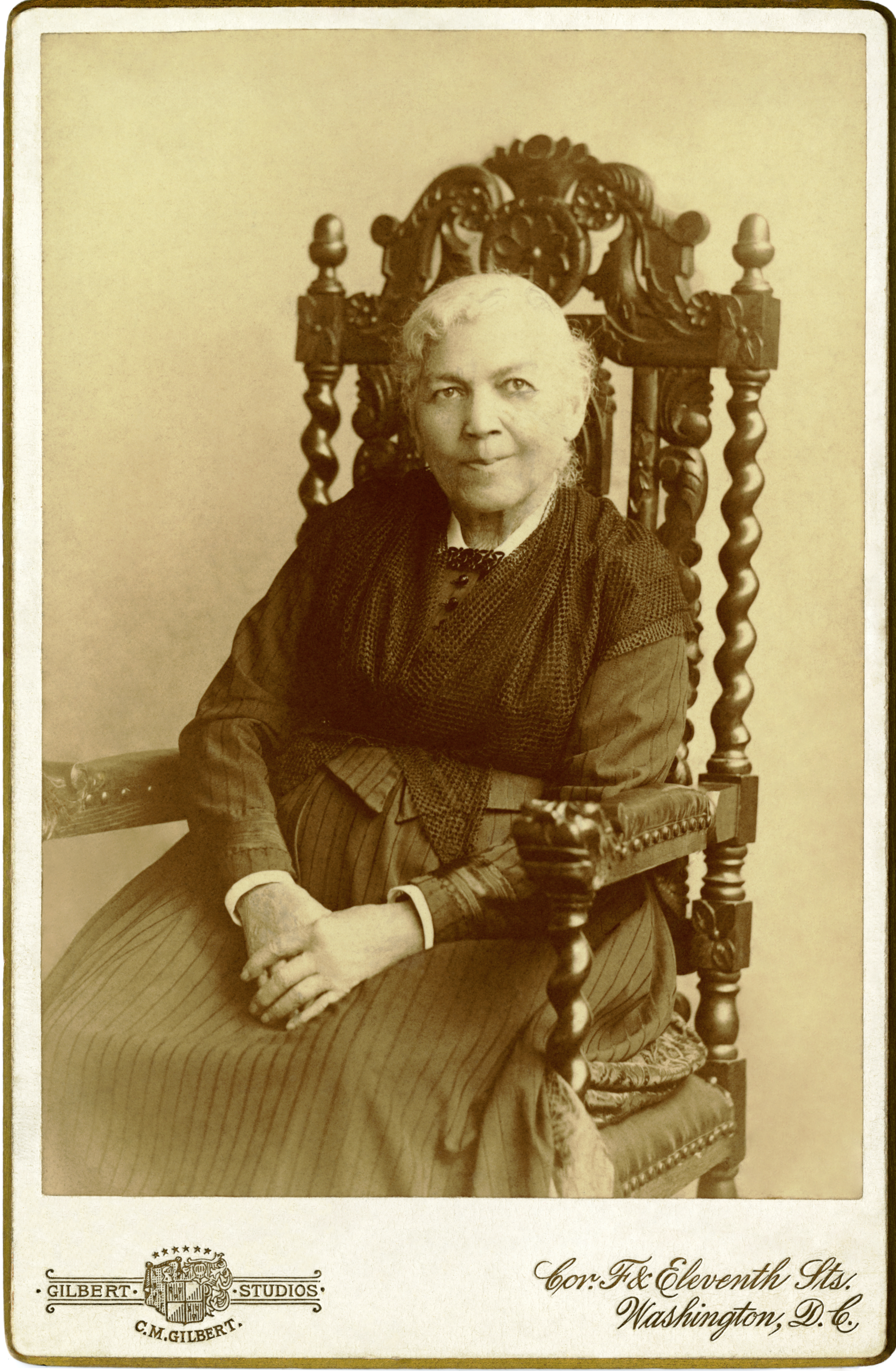
Harriet Jacobs en 1894.

Harriet Jacobs (Edenton, Carolina del Norte, 1813 - 7 de marzo de 1897) fue una esclava afroestadounidense y más tarde escritora abolicionista y feminista. En 1861, publicó su autobiografía Incidents in the Life of a Slave Girl (Incidentes en la vida de una joven esclava) bajo el seudónimo de Linda Brent.

## Biografía

### Esclavitud

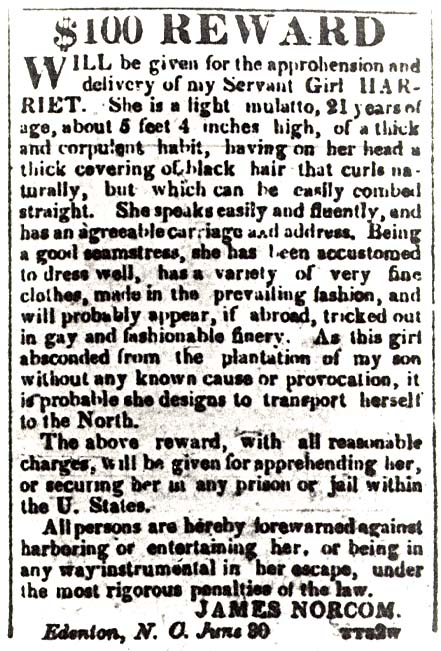
Anuncio de recompensa por la captura y devolución de Harriet Jacobs.

Nació en Edenton, Carolina del Norte, alrededor del año 1813, hija de Elijah Knox y de Delilah Horniblow, afroamericanos esclavos. Harriet heredó la condición de esclava desde su nacimiento, pero tuvo la suerte de ser criada por sus padres hasta la muerte de la madre en 1819. A partir de ese momento vivió con su ama quien le enseñó a leer, escribir (algo insólito entonces para los esclavos) y coser. 
En 1825 el ama falleció y Harriet pasó a ser propiedad de su sobrina, una niña de tres años, cuyo padre, el doctor James Norcom, se convirtió en su nuevo amo. Éste la acosó sexualmente durante casi una década y rehusó concederle el matrimonio con un afroamericano libre del que estaba enamorada. Para tener un cierto soporte, comenzó una relación con Samuel Sawyer, un abogado blanco que después llegaría a ser miembro de la Cámara de Representantes. Tuvo dos hijos con Sawyer que fueron propiedad también de Norcom. Norcom la amenazaba con vender a sus hijos si ella se oponía a sus demandas sexuales. 
Por 1835 su situación doméstica se había vuelto tan insostenible que tuvo que huir, aunque no pudo ir al Norte ni tampoco quería separarse de sus hijos; vivió, pues, casi siete años escondida en un pequeño espacio dentro del ático de su abuela, quien había sido liberada pocos años antes, mientras se ofrecían cien dólares a quien la devolviese a su propietario. El espacio era tan pequeño que ni siquiera podía sentarse y sufriría las consecuencias de la falta de ejercicio durante muchos años. Solo a veces podía ver a sus hijos a través de un pequeño agujero en el techo. Como venganza, Norcom primero arrojó a sus hijos Joseph (de seis años) y Louisa Matilda (de dos años) junto con su hermano John Jacobs a prisión y luego los vendió a un comerciante de esclavos para separarlos para siempre de Harriet. Sawyer frustró el plan de Norcom comprando los tres al comerciante.
Mientras Harriet tuvo que permanecer oculta, Sawyer llevó a John consigo en un viaje al norte. John ganó su libertad abandonando a Sawyer en Nueva York, donde la esclavitud ya había sido abolida. Poco después, Sawyer envió a su hija Louisa Matilda a vivir con parientes en Nueva York, habiendo buscado y obtenido la aprobación de Harriet para esto a través de la mediación de la abuela.

### Libertad

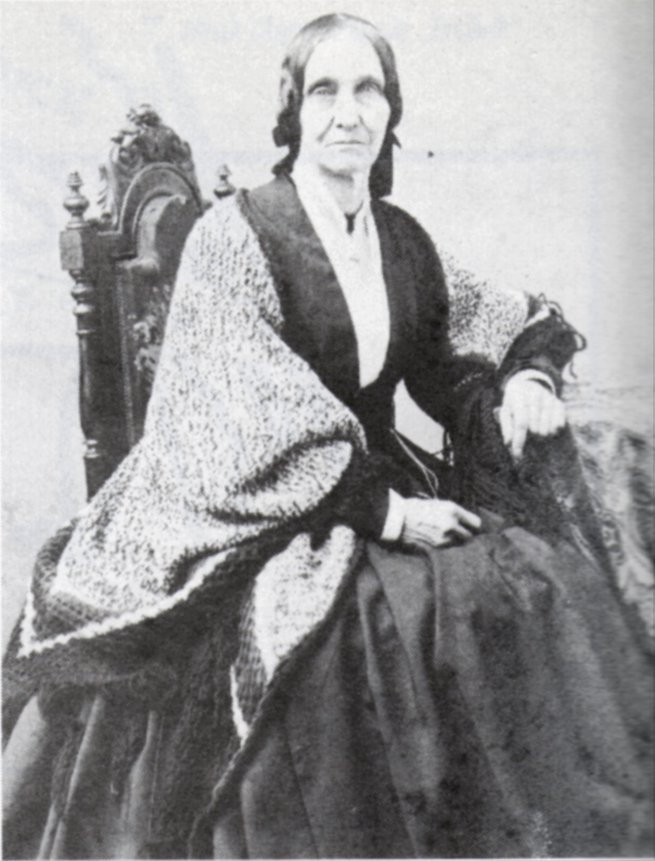
Amy Post.

En 1842 finalmente consiguió escapar en un bote a Filadelfia, Pensilvania y después a la ciudad de Nueva York. Aunque no tenía referencias Mary Stace Willis, la esposa del entonces famoso escritor Nathaniel Parker Willis, acordó contratar a Jacobs como niñera de su recién nacida hija Imogen. Las dos mujeres acordaron un período de prueba de una semana, sin sospechar que la relación entre las dos familias duraría setenta y cinco años, hasta la muerte de Louisa Matilda Jacobs en la casa de Edith Willis Grinnell, la hija de Nathaniel Willis y su segunda esposa, en 1917.
Su trabajo con la familia Willis terminó abruptamente en octubre de 1843 cuando su paradero fue revelado a Norcom. Huyó a Boston, Massachusetts, con Louisa, donde se reunió con su hermano John y su hijo Joseph, a quien su bisabuela había enviado a Boston, aparentemente con el permiso de Sawyer. John la puso en contacto con el movimiento abolicionista alrededor de William Lloyd Garrison. En 1849 residió en la casa de Isaac y Amy Post en Rochester, Nueva York, donde también conoció al famoso líder negro Frederick Douglass. Tanto Douglass como los Posts no solo eran abolicionistas, sino también partidarios del sufragio femenino.
En 1850 Jacobs visitó Willis en Nueva York para ver a la pequeña Imogen. La segunda esposa de Willis, Cornelia Grinnell Willis, convenció a Jacobs para que volviera a trabajar como su niñera. La hija de Norcom, que todavía era propietaria de Harriet Jacobs según la ley de los Estados Unidos, llegó a Nueva York en 1852 para forzar a Jacobs a volver a la esclavitud. Cornelia Willis proporcionó refugio a Jacobs con sus parientes en Massachusetts. Aunque Jacobs se negó expresamente a comprar su libertad, Cornelia Willis pagó trescientos dólares por su liberación. En su autobiografía Jacobs describe sus sentimientos encontrados: amargura al pensar que "un ser humano ha sido vendido en la ciudad libre de Nueva York", felicidad al pensar que su libertad estaba asegurada y "amor" y "gratitud" por Cornelia Willis.

### Publicación de su autobiografía

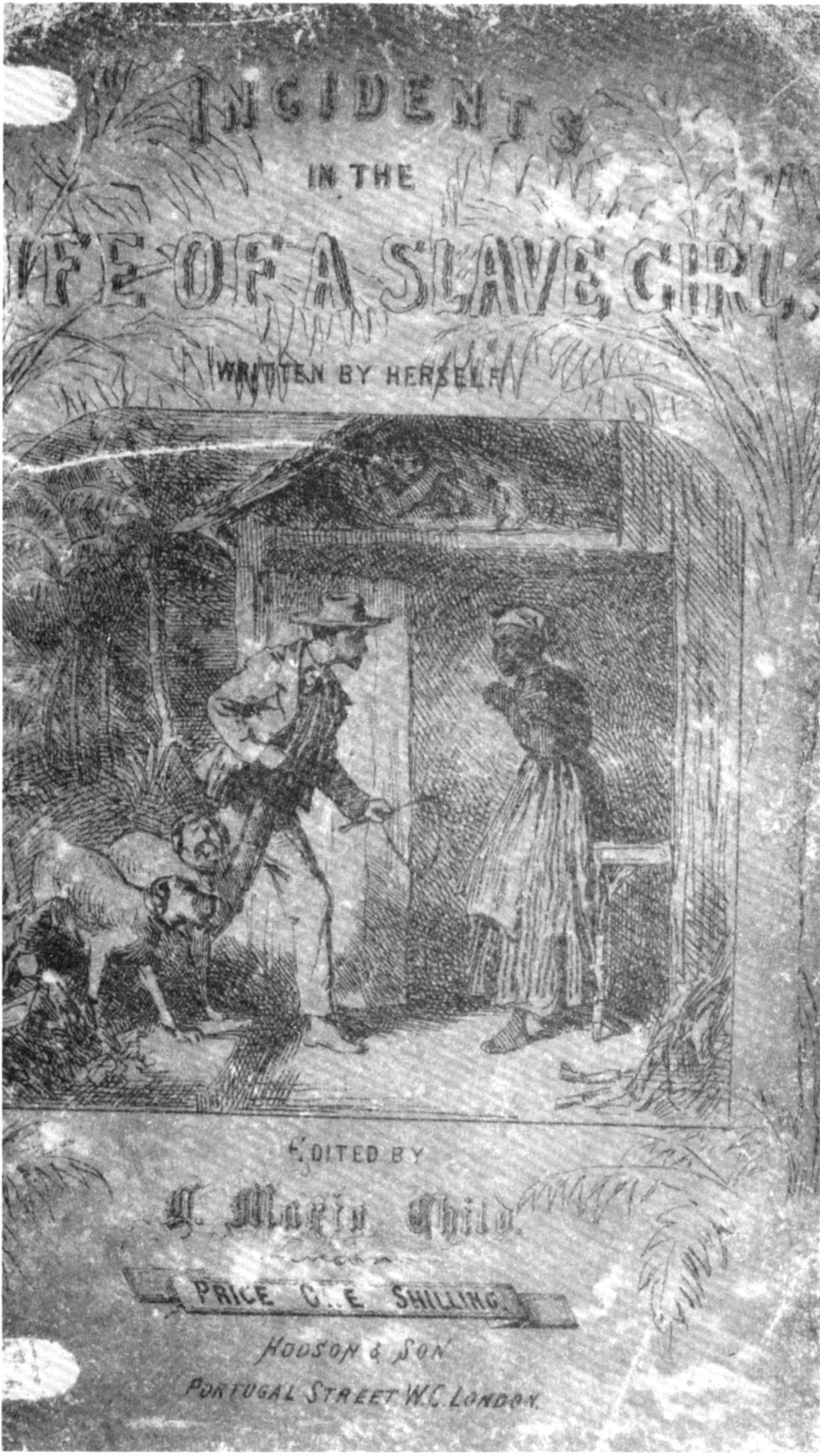
Imagen de portada de la edición en inglés no autorizada de 1862: Un cazador de esclavos viene a casa de la abuela. Jacobs está escondida en el ático.

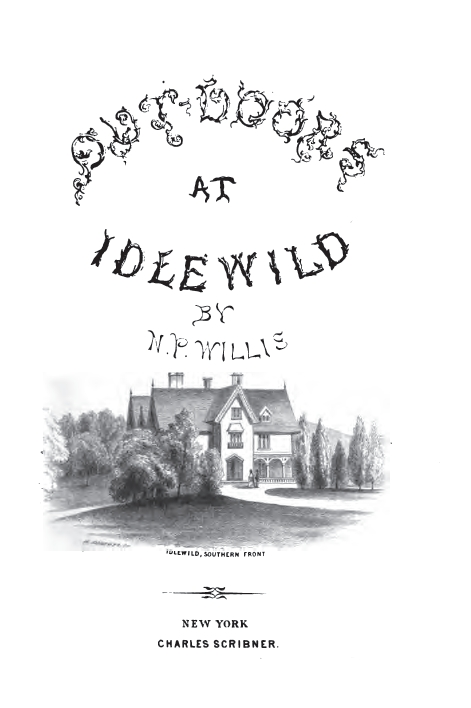
Dibujo de la residencia de Willis en la imagen de portada de su libro "Out-doors at Idlewild" (1855)

Durante su estancia en Rochester, Jacobs había ganado suficiente confianza en Amy Post para poder contarle su historia. Posteriormente, Post describió lo difícil que fue para Jacobs relatar sus experiencias porque estaba sufriendo de nuevo el dolor mientras lo contaba. A finales de 1852 o principios de 1853, Amy Post sugirió que su amiga publicara su historia. Su hermano la había instado hacía mucho tiempo a hacerlo y ella misma se sentía obligada a contribuir a la abolición de la esclavitud y así salvar a otros de un destino similar. Pero Jacobs había violado la moral generalmente aceptada, incluso por ella misma, al entablar una relación ilegítima con Sawyer. A pesar del trauma y la vergüenza que sentía, Jacobs finalmente decidió aceptar la sugerencia de Post. Su carta a Post, que describe esta lucha consigo misma, se ha conservado.
Primero pidió a Harriet Beecher Stowe, célebre autora de La cabaña del tío Tom, que le ayudase a escribir la obra, pero la actitud condescendiente de esta autora le hizo cambiar de idea. Así pues, redactó un manuscrito cambiando nombres de lugar y de persona. Durante el día, desempeñaba su trabajo exigente de niñera en Idlewild, la residencia de la familia Willis a orillas del río Hudson. Por la noche escribía su libro. Siendo N. P. Willis casi olvidado hoy, Yellin comenta sobre la ironía de la situación: "Idlewild había sido concebido como el retiro de un escritor famoso, pero su dueño nunca imaginó que sería la niñera quien crearía un clásico estadounidense allí".
El manuscrito fue pasado a limpio por su hija, quien corrigió la ortografía y la puntuación. Harriet encontró muy complicado vender su manuscrito o publicarlo, aunque lo intentó durante dos años. Finalmente, en 1860, Thayer and Eldridge, una editorial de Boston, acordó publicar el libro bajo la condición de que la destacada autora blanca Lydia Maria Child le prestara una presentación. Thayer and Eldridge quebró antes de que el libro se llegara a imprimir; se las arregló, sin embargo, para que un impresor comprara las planchas y el libro saliera a la luz al fin en 1861 a costa de su autora; al poco se reimprimía en Inglaterra.
La autora se dirigió en primer lugar a una clase media blanca de mujeres cristianas del Norte, a través de su descripción de la esclavitud como destructora de la virtud femenina por medio del abuso y la violación:

No me importa inspirar simpatía por mis sufrimientos, pero deseo de verdad, con la mayor seriedad, despertar en las mujeres del Norte el sentido de responsabilidad ante la condición de dos millones de mujeres del Sur todavía en cautiverio, que sufren lo que yo sufrí, y muchas de ellas aun cosas peores. Quiero añadir mi testimonio al de plumas más capaces para convencer a la gente de los estados libres de lo que es realmente la esclavitud. Sólo mediante la experiencia puede alguien darse cuenta de lo profundo, oscuro y vil que es ese infierno de abominaciones. ¡Quizá caiga la bendición de Dios sobre este imperfecto esfuerzo en nombre de mi gente perseguida!
"Prefacio", p. 14 de la edición española

Denunció a la religión de los estados sureños como anticristiana y enfatizadora del valor del dinero (if I am going to hell, bury my money with me - "Si voy a irme al Infierno, enterrad mi dinero conmigo", dice un inculto dueño de esclavos). Describe también la oración de otro propietario de esclavos (he boasted the name and standing of a Christian, though Satan never had a truer follower - presumía con el nombre y posición de un cristiano, pero Satanás nunca había tenido a un seguidor más ferviente"). Jacobs sostenía que estos hombres no eran la excepción a la regla general. La crueldad de la esclavitud destruía la virtud de una sociedad entera y, además, is a curse to the whites as well as to the blacks - "es una maldición tanto para los blancos como para los negros".

### Socorro a los fugitivos y últimos años

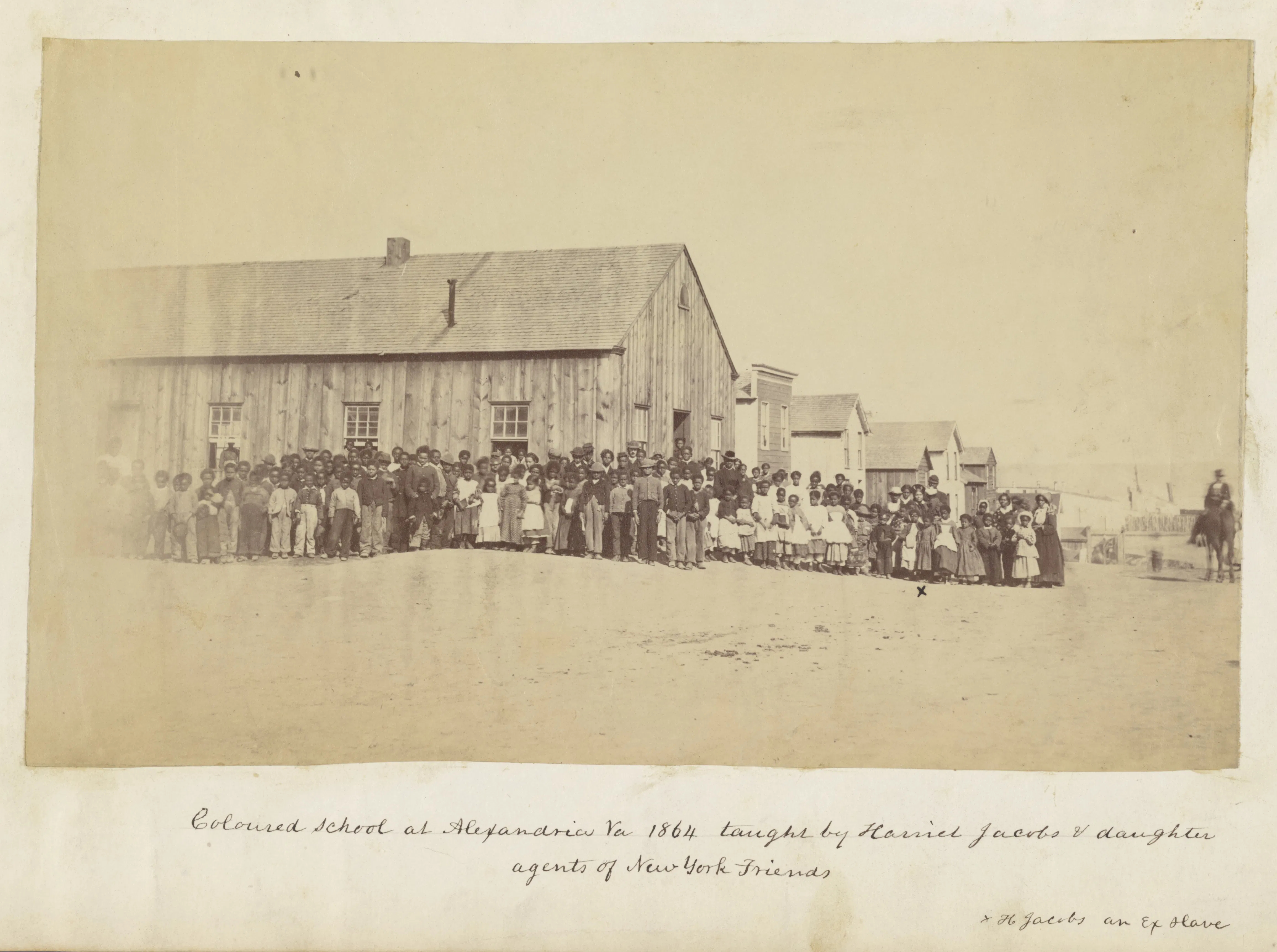
Harriet Jacobs con los estudiantes de la Escuela Jacobs en 1864.

Solo unos meses después de la publicación de su libro, en abril de 1861, comenzó la Guerra de Secesión. En 1862, fue a Alexandria, una ciudad del Sur ocupada por el ejército de la Unión desde el 24 de mayo del año anterior, para ayudar a los esclavos fugitivos que se reunieron allí en busca de protección y libertad. Aunque había publicado su libro bajo seudónimo, fue ampliamente conocida como autora en los círculos abolicionistas. Por eso, pudo contar con un cierto apoyo para su obra de socorro. Con la ayuda de su hija, fundó una escuela llamada "Jacobs School" (Escuela Jacobs).
Jacobs vivió los últimos años de su vida en Washington D. C..
Su libro fue redescubierto por el movimiento en pro de los Derechos Civiles durante los años sesenta del siglo XX. Gracias a la exhaustiva investigación realizada por la profesora Jean Fagan Yellin su libro ahora está disponible en una edición crítica (Harvard Universitiy Press, 1987) y hoy se considera junto al del también esclavo fugitivo Frederick Douglass uno de los clásicos del género; en los últimos años ha sido objeto de especial atención y análisis por parte del movimiento feminista.